# Bistum Valence
Das Bistum Valence(-Die-Saint-Paul-Trois-Châteaux) (lateinisch Dioecesis Valentinensis[-Diensis-Tricastinensis], französisch Diocèse de Valence [, Die et Saint-Paul-Trois-Châteaux]) ist ein römisch-katholisches Bistum in Frankreich mit Sitz in Valence, das bereits seit dem 4. Jahrhundert besteht. Es prägte auch eigene Münzen. Seine Denare wurde noch im 12. Jahrhundert im Namen Königs Karl des Kahlen geprägt.

## Geschichte
In der zweiten Hälfte des 4. Jahrhunderts fand die Gründung eines Bischofssitzes in Valence statt, der im Jahr 450 zum Suffraganbistum von Vienne gehörte.
1275 wurde es mit dem Bistum Die vereinigt, das jedoch 1678 erneut abgespalten wurde.
Die Diözese wurde 1801 um Gebiete des aufgelösten Bistums Saint-Paul-Trois-Châteaux und Erzbistums Vienne erweitert. Metropolitanbistum wurde Lyon. Das Metropolitanbistum wurde zweimal geändert, einmal 1822 zu Avignon und das zweite Mal 2002 zurück zu Lyon.
Seit einer Namensänderung im Jahr 1911 heißt es Bistum Valence (– Die – Saint-Paul-Trois-Châteaux).